# Iphiaulax priankaae
Iphiaulax priankaae är en stekelart som beskrevs av Whitaker, Bhuiya, Fitton och Donald L.J. Quicke 2007. Iphiaulax priankaae ingår i släktet Iphiaulax och familjen bracksteklar. Inga underarter finns listade i Catalogue of Life.